# Staurodesmus sellatus
Staurodesmus sellatus  là một loài Song tinh tảo trong họ Desmidiaceae, thuộc chi Staurodesmus.